# 偽装転入
偽装転入（ぎそうてんにゅう、위장전입）とは、韓国の社会問題。希望する進学率の良い学校に自身の子供を入学させたり、自身が教師として希望の学校に赴任するため、実際の居住地とは別の場所に住所を移して住んでいるように登録する行為を指し、不動産投機・家族へのマンション分譲などに関連して行われることもある。政治家・上級公務員・大学教授・財閥関係者など高級公職者や高所得者のみができるとされ、彼らの「共通必修科目」と批判されている。そのため2017年の大統領選挙の際、文在寅大統領は政権の閣僚人事から排除するという「五大原則（五大不正（5대 비리））」の一つに掲げたが、2人の長官候補が人事聴聞会にも至らず、1人は聴聞会後に世論に押されて自ら下りたものの長官クラス22人のうち14人（64%）は5大不正のうち1つ以上引っかかっていた。しかし、文大統領は公約を守ることよりも「大統領選挙陣営」「コード（考えかたや感じ方が通じ合うこと）」「共に民主党」という三つに関係した人物ばかりの候補からの任命を強行したとして、「他人がやれば不倫、自分がやればロマンス」をまさに地で行くと、保守系･右翼系の朝鮮日報は批判した。

## 概要
2002年に金大中大統領の任期末期に国務総理(首相)として候補指名された張裳国務総理代理が長男の米国国籍取得など数々の不正と共にソウル特別市西大門区大賢洞の無窮花マンションに住みながら、ソウル特別市江南区蚕院洞・ソウル特別市江南区盤浦洞・ソウル特別市陽川区木洞の3つのマンションに1979年から87年までに３回不動産投機のために偽装転入していた。 同年7月31日の国会の採決で任命同意案が否決された。 
同年8月23日に国務総理に候補指名された張大煥国務総理代理に対する任命のための聴聞会において数々の不正と疑惑が発覚した。張はその内の80年代末に娘と息子の住所を希望する良い学校へ入学させるためにソウル特別市江南区狎鴎亭に偽装転入させていたことを認めた。同年7月31日の張裳候補の採決に続いて08月28日に国会の採決で任命同意案も否決されたため、金大中大統領の任期末期の国政運営を難しくさせた。 
李明博政権（2008年2月25日～2013年2月24日）の時に最も頻繁に問題になり、次の朴槿恵政権（2013年2月25日～2017年3月10日）でも続発した。
2017年5月に文在寅大統領に指名されていた閣僚候補たちが次々と五大原則の内の偽装転入に引っ掛かり組閣に支障が出ている。国務総理候補の李洛淵は1989年に妻が美術教師として希望するソウル特別市江南区の学校に赴任するため住所を移していたことを認めた。外交部長官（外務大臣）候補の康京和も娘を希望する学区の高校に入学させるために住所を移していたことを認めた。公正取引委員会委員長候補の金尚祚も子女を偽装転入させていたことを認めた。そのため保守系最大野党の自由韓国党と、中道系の国民の党、保守系の正しい政党は上記の閣僚候補指名の載った人事聴聞要請書を国会に提出した文大統領に対して、大統領として直接謝罪することと今後は偽装転入行為をした人物を指名しないことを約束しなかったことなどを理由に人事聴聞特別委員会において与党の共に民主党の任命要求を拒絶した 。任鐘哲大統領秘書室長(内閣官房長官)は5月27日の記者会見にて「国民には申し訳ないが国政運営という現実と選挙運動が機械的に同じであることはありえない。人事聴聞委員委員らにも理解してほしい。」と述べた。野党側は「今後も閣僚として五大原則に抵触する人物を指名する予定であるとする発言だ」として反発した。

## 実行者

### 政治家
- 李洛淵（全羅南道知事）

### 外交官
- 康京和（国際連合事務総長特別顧問）

### 大学教授
- 鄭雲燦 (ソウル大学校総長、ソウル大経済学部教授)
- 金尚祚（ソウル大学校経済学部教授[31]）
- 張裳[1](梨花女子大学校総長[1])：投機目的による偽装転入、息子が韓国籍離脱して米国籍取得による兵役逃れ、不動産・アパート投機、学歴虚偽記載[13][14]
- 鄭宗燮[1](ソウル大学校法学部教授[32]、ソウル大学校法学専門大学院長[33]、憲法学者[33])

### マスコミ
- 張大煥（毎日経済新聞社長[34][35]、国務総理代理  、ソウル総会開催準備委員長[36]、毎日経済新聞会長[36]、韓国新聞協会会長[37]）：子女の「ソウル8学群(江南8学群)[38][39]」への偽装転入、不動産投機、不動産譲与税などの各種脱税、毎経の役員貸与金による株式取得、毎経の定期預金による23億9000万ウォン融資で仮支出金の返済、投資ファンド造成、財産申告欠落[17][13][18][19][16][15][20][21][22]

### 上級公務員
- 李憲宰[1]（財務省（現：企画財政部）財政金融審議官（局長級）[40][41][42]）
- 李貴男[1][9](法務部 (大韓民国)次官[43]）
- 任太煕（ko:임태희） [1][9](財政経済部（現：企画財政部）青瓦台勤務[44]）

### 裁判官
- 李東洽（ko:이동흡）(裁判所判事、憲法裁判所)
- 閔日栄[9](最高裁判所（大法院 (大韓民国)）判事[1]、大法院最高裁判官)

## 適応刑罰
住民登録法違反にあたり、3年以下の懲役と1000万ウォン以下の罰金刑とされている。